# 기타무라 류지
기타무라 류지(일본어: 北村 隆二, 1981년 3월 15일 ~ )는 일본의 전 축구 선수이다.

## 구단 경력
과거 나고야 그램퍼스 에이트, FC 기후, 마쓰모토 야마가 FC에서 활동하였다.